# 帯広市立帯広第四中学校
帯広市立帯広第四中学校（おびひろしりつ おびひろだいよんちゅうがっこう）は、北海道帯広市に所在する公立（市立）中学校。

## 生徒
- 生徒数 - 337人
  - 1年生 - 90人
  - 2年生 - 109人
  - 3年生 - 138人
  - 特別支援学級（内数）- 43人

2024年（令和6年）5月1日現在

## 部活動
- 野球部[4]
- サッカー部[4]
- 男子バスケットボール部[4]
- 女子バスケットボール部[4]
- 卓球部[4]
- 剣道部[4]
- 男子ソフトテニス部[4]
- 女子ソフトテニス部[4]
- 陸上部[4]
- 女子バドミントン部[4]
- 演劇部[4]
- 吹奏楽部[4]
- 文芸部[4]